# Lista de senadores do Brasil da 40.ª legislatura
Esta é a lista de senadores do Brasil da 40.ª legislatura do Congresso Nacional. Inclui-se o nome civil dos parlamentares, o partido ao qual eram filiados na data da posse, sua unidade federativa de origem, bem como outras informações. Esta legislatura do Senado Federal durou de 1 de fevereiro de 1955 a 31 de janeiro de 1959.

## Composição das bancadas
| Partido | Líder                 | Bancada | Posição  |
| ------- | --------------------- | ------- | -------- |
| PSD     | Nereu Ramos           | 25 / 64 | Governo  |
| UDN     | Juracy Magalhães      | 16 / 64 | Oposição |
| PTB     | Saulo Ramos           | 15 / 64 | Governo  |
| PSP     | Lino de Matos         | 4 / 64  | Oposição |
| PR      | Júlio César Leite     | 2 / 64  | Governo  |
| PTN     | Auro de Moura Andrade | 1 / 64  | Governo  |
| PSB     | Domingos Vellasco     | 1 / 64  | Oposição |

## Mesa diretora
| Imagem | Cargo                                                              | Nome                                                         | Partido | Estado              |
| ------ | ------------------------------------------------------------------ | ------------------------------------------------------------ | ------- | ------------------- |
|        | Presidente (Vaga acrescentada para o Vice-Presidente da República) | João Goulart                                                 | PTB     | Rio Grande do Sul   |
|        | 1° Vice-Presidente                                                 | Benedito Valadares (Benedito Valadares Ribeiro)              | PSD     | Minas Gerais        |
|        | 2° Vice-Presidente                                                 | Rui Palmeira (Rui Soares Palmeira)                           | UDN     | Alagoas             |
|        | 1° Secretário                                                      | Leônidas Melo (Leônidas de Castro Melo)                      | PSD     | Piauí               |
|        | 2° Secretário                                                      | Aguinaldo de Castro (Aguinaldo Caiado de Castro)             | PTB     | Distrito Federal    |
|        | 3° Secretário                                                      | Juracy Magalhães (Juracy Montenegro Magalhães)               | UDN     | Bahia               |
|        | 4° Secretário                                                      | Lineu Prestes                                                | PSP     | São Paulo           |
|        | 1° Suplente                                                        | Auro de Moura Andrade (Auro Soares de Moura Andrade)         | PTN     | São Paulo           |
|        | 2° Suplente                                                        | Kerginaldo Cavalcanti (Kerginaldo Cavalcanti de Albuquerque) | PSP     | Rio Grande do Norte |
|        | 3° Suplente                                                        | Domingos Vellasco (Domingos Netto de Vellasco)               | PSB     | Goiás               |
|        | 4° Suplente                                                        | Júlio César Leite                                            | PR      | Sergipe             |

## Senadores em exercício ao fim da legislatura
| Imagem              | Nome                                                                     | Partido | Início de mandato       | Fim de mandato          | Observações |
| Alagoas             | Alagoas                                                                  | Alagoas | Alagoas                 | Alagoas                 | Alagoas |
| ------------------- | ------------------------------------------------------------------------ | ------- | ----------------------- | ----------------------- | --- |
|                     | Ezequias Rocha (Ezequias Jerônimo da Rocha)                              | UDN     | 15 de março de 1951     | 31 de janeiro de 1959   | [ 1 ] |
|                     | Antônio Freitas Cavalcanti (Antônio de Freitas Cavalcanti)               | UDN     | 1° de fevereiro de 1955 | 18 de maio de 1961      | [ 2 ] |
|                     | Rui Palmeira (Rui Soares Palmeira)                                       | UDN     | 1° de fevereiro de 1955 | 16 de dezembro de 1968  | [ 3 ] |
| Amazonas            |                                                                          |         |                         |                         | |
|                     | Vivaldo Lima Filho (Vivaldo Palma Lima Filho)                            | PTB     | 1° de fevereiro de 1951 | 31 de janeiro de 1967   | [ 4 ] |
|                     | Antovila Vieira (Antovila Rodrigues Mourão Vieira)                       | PTB     | 1° de fevereiro de 1955 | 15 de junho de 1963     | [ 5 ] |
|                     | Leopoldo Melo (Leopoldo Tavares da Cunha Melo)                           | PTB     | 1° de fevereiro de 1955 | 18 de janeiro de 1962   | [ 6 ] |
| Bahia               |                                                                          |         |                         |                         | |
|                     | Durval Rocha (Durval Neves da Rocha)                                     | PTB     | 16 de outubro de 1954   | 31 de janeiro de 1959   | Suplente de Landulfo Alves                                                                                        |
|                     | João de Lima Teixeira                                                    | PTB     | 1° de fevereiro de 1955 | 31 de janeiro de 1963   | [ 8 ] |
|                     | Juracy Magalhães (Juracy Montenegro Magalhães)                           | UDN     | 1° de fevereiro de 1955 | 7 de abril de 1959      | Eleito Governador da Bahia em 1958                                                                                |
| Ceará               |                                                                          |         |                         |                         | |
|                     | Onofre Gomes (Onofre Muniz Gomes de Lima)                                | PSD     | 1° de fevereiro de 1951 | 31 de janeiro de 1959   | [ 10 ] |
|                     | José Parsifal Barroso                                                    | PTB     | 1° de janeiro de 1955   | 24 de março de 1959     | Eleito Governador do Ceará                                                                                        |
|                     | Manuel Fernandes Távora (Manuel do Nascimento Fernandes Távora)          | UDN     | 1° de fevereiro de 1943 | 31 de janeiro de 1963   | [ 12 ] |
| Espírito Santo      |                                                                          |         |                         |                         | |
|                     | Carlos Lindenberg (Carlos Fernando Monteiro Lindenberg)                  | PSD     | 1° de fevereiro de 1951 | 30 de janeiro de 1959   | Eleito Governador do Espírito Santo em 1958                                                                       |
|                     | Ari Viana (Ari de Siqueira Viana)                                        | PSD     | 1° de fevereiro de 1955 | 31 de janeiro de 1963   | [ 14 ] |
|                     | Attilio Vivacqua                                                         | PSP     | 31 de janeiro de 1946   | 21 de janeiro de 1961   | Faleceu no exercício do cargo                                                                                     |
| Distrito Federal    |                                                                          |         |                         |                         | |
|                     | Napoleão de Alencastro Guimarães                                         | PTB     | 1° de fevereiro de 1951 | 31 de janeiro de 1959   | [ 16 ] |
|                     | Aguinaldo de Castro (Aguinaldo Caiado de Castro)                         | PTB     | 1° de fevereiro de 1955 | 31 de janeiro de 1963   | [ 17 ] |
|                     | Gilberto Marinho                                                         | PSD     | 1° de fevereiro de 1955 | 31 de janeiro de 1970   | Presidente do Senado no biênio 1969-1970                                                                          |
| Goiás               |                                                                          |         |                         |                         | |
|                     | Domingos Vellasco (Domingos Netto de Vellasco)                           | PSB     | 1° de fevereiro de 1951 | 31 de janeiro de 1959   | [ 19 ] |
|                     | Jerônimo Coimbra Bueno (Jerônymo Coimbra Bueno)                          | UDN     | 1° de fevereiro de 1955 | 31 de janeiro de 1963   | [ 20 ] |
|                     | Pedro Ludovico Teixeira                                                  | PSD     | 1° de fevereiro de 1955 | 31 de janeiro de 1969   | [ 21 ] |
| Maranhão            |                                                                          |         |                         |                         | |
|                     | Assis Chateaubriand (Francisco de Assis Chateaubriand Bandeira de Mello) | PSD     | 1° de junho de 1955     | 15 de setembro de 1957  | Devido a um acordo com Alexandre Bayma, assumiu a vaga de senador. Renunciou para se tornar Embaixador em Londres |
|                     | Sebastião Archer (Sebastião Archer da Silva)                             | PSD     | 1° de fevereiro de 1955 | 31 de janeiro de 1971   | [ 23 ] |
|                     | Vitorino Freire (Vitorino de Brito Freire)                               | PSD     | 31 de janeiro de 1947   | 31 de janeiro de 1971   | [ 24 ] |
| Mato Grosso         |                                                                          |         |                         |                         | |
|                     | Sílvio Curvo                                                             | UDN     | 1° de fevereiro de 1951 | 31 de janeiro de 1959   | [ 25 ] |
|                     | Filinto Müller (Filinto Strubing Müller)                                 | PSD     | 31 de janeiro de 1947   | 11 de julho de 1973     | [ 26 ] |
|                     | João Vilas Boas                                                          | UDN     | 30 de janeiro de 1946   | 31 de janeiro de 1963   | [ 27 ] |
| Minas Gerais        |                                                                          |         |                         |                         | |
|                     | Péricles Pinto da Silva                                                  | PR      | 31 de janeiro de 1956   | 31 de janeiro de 1959   | Suplente de Artur Bernardes Filho                                                                                 |
|                     | Benedito Valadares (Benedito Valadares Ribeiro)                          | PSD     | 1° de fevereiro de 1955 | 31 de janeiro de 1971   | [ 29 ] |
|                     | Lúcio Bittencourt (Carlos Alberto Lúcio Bittencourt)                     | PTB     | 1° de fevereiro de 1955 | 9 de setembro de 1959   | Faleceu no exercício do cargo em um acidente aéreo                                                                |
| Pará                |                                                                          |         |                         |                         | |
|                     | João Prisco dos Santos                                                   | UDN     | 1° de fevereiro de 1951 | 31 de janeiro de 1959   | [ 31 ] |
|                     | Álvaro Adolfo (Álvaro Adolfo da Silveira)                                | PSD     | 31 de janeiro de 1946   | 17 de janeiro de 1959   | Faleceu no exercício do cargo                                                                                     |
|                     | Joaquim Magalhães Barata (Joaquim de Magalhães Cardoso Barata)           | PSD     | 31 de janeiro de 1946   | 9 de junho de 1956      | Eleito Governador do Pará em 1955                                                                                 |
| Paraíba             |                                                                          |         |                         |                         | |
|                     | Rui Carneiro                                                             | PSD     | 1° de fevereiro de 1951 | 20 de julho de 1977     | Faleceu no exercício do cargo                                                                                     |
|                     | Argemiro de Figueiredo                                                   | UDN     | 1° de fevereiro de 1955 | 31 de dezembro de 1962  | [ 35 ] |
|                     | João Arruda (João Cavalcanti de Arruda)                                  | UDN     | 1° de fevereiro de 1955 | 31 de janeiro de 1963   | [ 36 ] |
| Paraná              |                                                                          |         |                         |                         | |
|                     | Othon Mader                                                              | UDN     | 1° de fevereiro de 1951 | 31 de janeiro de 1959   | [ 37 ] |
|                     | Alô Guimarães (Alô Ticoulat Guimarães)                                   | PSD     | 1° de fevereiro de 1955 | 31 de janeiro de 1963   | [ 38 ] |
|                     | Moisés Lupion (Moysés Wille Lupion de Troia)                             | PSD     | 1° de fevereiro de 1955 | 30 de janeiro de 1956   | Eleito Governador do Paraná em 1955                                                                               |
| Pernambuco          |                                                                          |         |                         |                         | |
|                     | Apolônio Sales (Apolônio Jorge de Faria Sales)                           | PSD     | 30 de janeiro de 1947   | 31 de janeiro de 1959   | [ 40 ] |
|                     | Antônio de Novais Filho (Antônio de Novaes Mello Avelins Filho)          | PSD     | 21 de janeiro de 1946   | 31 de janeiro de 1963   | [ 41 ] |
|                     | Jarbas Maranhão (Jarbas Cardoso de Albuquerque Maranhão)                 | UDN     | 1° de fevereiro de 1955 | 31 de janeiro de 1963   | [ 42 ] |
| Piauí               |                                                                          |         |                         |                         | |
|                     | Raimundo de Arêa Leão (Raimundo Melo de Arêa Leão)                       | PSD     | 1 de fevereiro de 1951  | 1° de fevereiro de 1958 | Faleceu no exercício do cargo                                                                                     |
|                     | Leônidas Melo (Leônidas de Castro Melo)                                  | PSD     | 1° de fevereiro de 1955 | 31 de janeiro de 1963   | [ 44 ] |
|                     | Matias Olímpio (Matias Olímpio de Melo)                                  | PTB     | 31 de janeiro de 1946   | 31 de janeiro de 1963   | [ 45 ] |
| Rio de Janeiro      |                                                                          |         |                         |                         | |
|                     | Francisco de Sá Tinoco                                                   | PTB     | 31 de janeiro de 1948   | 11 de setembro de 1957  | [ 46 ] |
|                     | Paulo Fernandes (Paulo da Silva Fernandes)                               | PTB     | 1° de fevereiro de 1955 | 31 de janeiro de 1963   | [ 47 ] |
|                     | Tarcísio Miranda (Tarcísio d'Almeida Miranda)                            | PSD     | 1° de fevereiro de 1955 | 1° de setembro de 1958  | Faleceu no exercício do cargo                                                                                     |
| Rio Grande do Norte |                                                                          |         |                         |                         | |
|                     | Kerginaldo Cavalcanti (Kerginaldo Cavalcanti de Albuquerque)             | PSP     | 16 de janeiro de 1947   | 31 de janeiro de 1959   | [ 49 ] |
|                     | Dinarte Mariz (Dinarte de Medeiros Mariz)                                | UDN     | 1° de fevereiro de 1955 | 30 de janeiro de 1956   | Eleito Governador do Rio Grande do Norte em 1955                                                                  |
|                     | José Georgino Avelino (José Georgino Alves e Sousa Avelino)              | PSD     | 15 de março de 1947     | 31 de janeiro de 1959   | [ 51 ] |
| Rio Grande do Sul   |                                                                          |         |                         |                         | |
|                     | Aníbal Beck (Aníbal de Primio Beck)                                      | PTB     | 19 de junho de 1956     | 31 de janeiro de 1959   | Suplente de Alberto Pasqualini                                                                                    |
|                     | Armando Câmara (Armando Pereira Correia da Câmara)                       | PSD     | 1° de fevereiro de 1955 | 4 de abril de 1956      | Renunciou o mandato                                                                                               |
|                     | Daniel Krieger                                                           | UDN     | 1° de fevereiro de 1955 | 31 de janeiro de 1979   | [ 54 ] |
| Santa Catarina      |                                                                          |         |                         |                         | |
|                     | Carlos Gomes de Oliveira                                                 | PTB     | 1° de março de 1951     | 31 de janeiro de 1959   | Primeiro-Secretário do Senado, conduziu a posse de Juscelino Kubitschek                                           |
|                     | Nereu Ramos (Nereu de Oliveira Ramos)                                    | PSD     | 1° de fevereiro de 1955 | 16 de julho de 1958     | Presidente do Brasil no biênio (1955-1956) Faleceu no exercício do cargo                                          |
|                     | Saulo Ramos (Saulo Saul Ramos)                                           | PTB     | 1° de fevereiro de 1955 | 31 de janeiro de 1961   | [ 57 ] |
| São Paulo           |                                                                          |         |                         |                         | |
|                     | Lineu Prestes                                                            | PSP     | 31 de janeiro de 1957   | 31 de janeiro de 1958   | Suplente de César Vergueiro                                                                                       |
|                     | Auro de Moura Andrade (Auro Soares de Moura Andrade)                     | PTN     | 1° de fevereiro de 1951 | 31 de janeiro de 1971   | [ 59 ] |
|                     | Lino de Matos (Juvenal Lino de Matos)                                    | PSP     | 14 de abril de 1956     | 31 de janeiro de 1971   | [ 60 ] |
| Sergipe             |                                                                          |         |                         |                         | |
|                     | Júlio César Leite                                                        | PR      | 1° de fevereiro de 1951 | 31 de janeiro de 1959   | [ 61 ] |
|                     | Augusto Maynard Gomes                                                    | PSD     | 1° de fevereiro de 1955 | 14 de agosto de 1957    | Faleceu no exercício do cargo                                                                                     |
|                     | Lourival Fontes                                                          | UDN     | 1° de fevereiro de 1955 | 31 de janeiro de 1963   | [ 63 ] |